# Waldemar Levy Cardoso

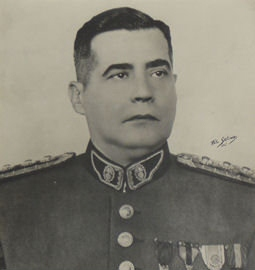
Waldemar Levy Cardoso

Waldemar Levy Cardoso (ur. 4 grudnia 1900 w Rio de Janeiro, zm. 13 maja 2009) – brazylijski wojskowy.

## Życiorys
Pochodził z rodziny żydowskich emigrantów z Maroka. W czasie II wojny światowej dowodził batalionem artylerii w siłach brazylijskich, uczestniczących po stronie aliantów w kampanii włoskiej. W 1954 mianowany generałem, dosłużył się stopnia marszałka polnego. Był ostatnim oficerem brazylijskim w randze marszałka polnego.